# Lino Rodrigo Ruesca
Lino Rodrigo Ruesca (Aguarón (Zaragoza), 28 de noviembre de 1885-Huesca, 19 de mayo de 1973), eclesiástico español, que fue obispo de Huesca.

## Biografía

### Sacerdocio
Accedió al presbiterado sacerdote el 18 de julio de 1909. 

### Episcopado

#### Obispo titular
Fue nombrado obispo auxiliar de Granada y obispo titular de Tabbora, el 1 de mayo de 1929.
Fue consagrado como obispo titular de Tabbora el 29 de septiembre de ese mismo año por el cardenal Vicente Casanova y Marzol, arzobispo de Granada, auxiliado por Bernardo Martínez y Noval, obispo de Almería, y Juan Villar y Sanz, obispo de Jaca.
Como obispo auxiliar de Granada, en 1931 protagonizó un enfrentamiento con el sacerdote y deán de la catedral Luis López-Dóriga, quien era también diputado por el Partido Republicano Radical Socialista y de ideario republicano y progresista. Especialmente tras el voto favorable de López-Dóriga a la Ley del divorcio de 1932, promovió su excomunión que se haría efectiva al año siguiente, mediante edicto con su firma y publicado en el Boletín Eclesiástico de Granada.

#### Obispo de Huesca
El 28 de enero de 1935 fue designado obispo de Huesca, sede aragonesa donde falleció el 19 de mayo de 1973.
Siendo Obispo de esta Sede, el 28 de abril de 1938 fue nombrado también Administrador Apostólico de Barbastro hasta el 16 de junio de 1946.